# Arroyo Colastiné
El arroyo Colastiné es una pequeña corriente de agua que desemboca en el río Coronda —un brazo del río Paraná— cerca de la ciudad de Coronda, en la provincia de Santa Fe.

## Recorrido y cuenca
Se trata de un arroyo de curso impreciso que nace en el departamento Castellanos y cruza los departamentos de Las Colonias, San Martín y departamento San Jerónimo. Drena una amplia zona de campos agrícolas con gran cantidad de localidades; por esa razón, parte de su recorrido ha sido canalizado, y la mayor parte de sus afluentes son también canales artificiales, tales como el Canal Principal Sastre y el Canal Irigoyen; al sur de su cuenca, en los departamentos de Iriondo y Belgrano, recibe el caudal de varios arroyos, tales como los Bajos de las Estacas y de los Perros.
El ambiente que rodea a este arroyo y sus afluentes ha sido intensamente modificado para ganadería y agricultura, de modo que la flora y fauna de los mismos se han visto también profundamente afectadas. No obstante, cerca de su desembocadura es posible ver aún ranas y tortugas de ríos; y posteriormente a las crecidas Paraná, serpientes tales como la peligrosa yarará.
En una región muy llana, las sequías causan la interrupción del caudal hídrico, mientras que las lluvias extraordinarias llevan a inundaciones de gran magnitud. La inundación del año 2003, ocurrida a continuación de una precipitación de 300 mm en sólo 72 horas, llevó al anegamiento de gran cantidad de campos y al corte de la autopista de la Autopista Rosario-Santa Fe, una de las rutas más intensamente transitadas del país, ya que el puente del arroyo Colastiné quedó sumergido bajo las aguas.